# Jonas Hellman
Jonas Hellman, född 3 september 1967, är en svensk författare, rådgivare och tidigare journalist.
Han har tidigare varit ledarskribent i Svenska Dagbladet 1991-1996, talskrivare åt SAF:s VD och styrelseordförande 1996-1999 och medgrundade 1999 analysföretaget United Minds. Han har utkommit med fyra böcker på Timbro förlag: "Non-working Generation (1994)" tillsammans med Ulf Kristersson, Irland - Den globala ön (1999) tillsammans med Maria Rankka, Det blommar i Skolsverige (2000) och Indien är på väg. Ekonomi, politik och samhälle (2024). År 2005 skrev han tillsammans med Ann Lindgren boken Vad varje 40-talist bör veta som gavs ut hos Wahlström & Widstrand.
I dag är Jonas Hellman verksam som senior rådgivare på kommunikationsbyrån Geelmuyden Kiese i Stockholm. 